# Patince

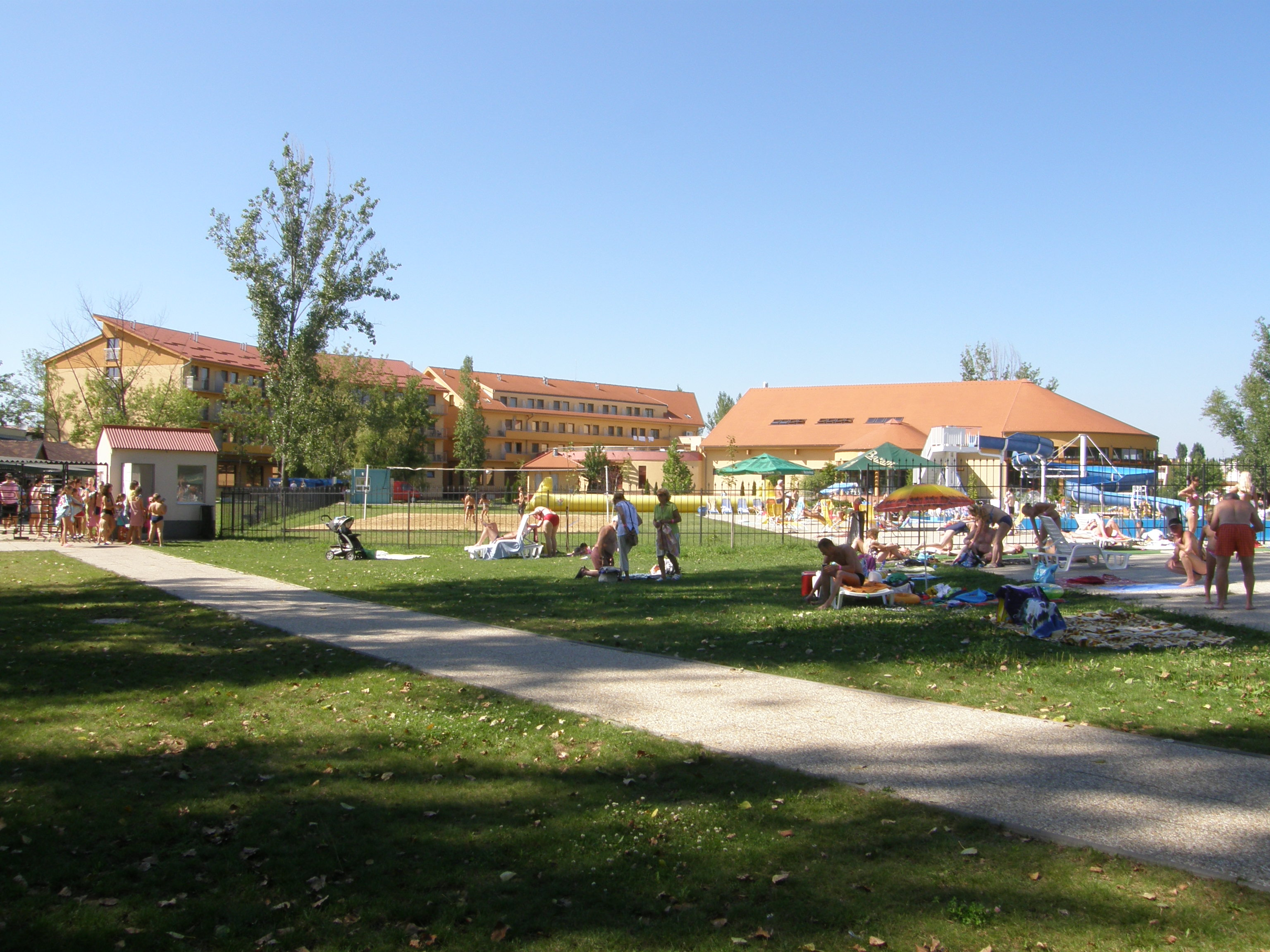
Centrum rekreacyjno-kąpieliskowe w pobliżu wsi

Patince (węg. Pat lub Path) – wieś i gmina (obec) w powiecie Komárno, w kraju nitrzańskim na Słowacji. Leży na Nizinie Naddunajskiej, na lewym brzegu Dunaju. Jest to najdalej na południe wysunięta miejscowość Słowacji.
Patince uzyskały status samodzielnej wsi w 1957 roku, po odłączeniu się osady Patince od wsi Marcelová. Pierwsza wzmianka o miejscowości pochodzi z roku 1260.
W 2011 roku populacja wynosiła 509 osób, około 84,9% mieszkańców stanowili Węgrzy, 10,6% Słowacy.
W Patincach znajduje się kościół rzymskokatolicki pw. św. Wendelina zbudowany w XIII wieku w stylu romańskim. W pierwszej połowie XVIII wieku został odrestaurowany, zbarokizowany w 1776 roku. Późniejszych modyfikacji budowlanych dokonano w połowie XIX wieku, na początku XX wieku oraz po 1965 r. W 2002 roku został odnowiony.
W pobliżu wsi znajduje się kompleks rekreacyjno-kąpieliskowy o powierzchni 22 hektarów z basenami termalnymi i licznymi miejscami noclegowymi, w tym z dużym hotelem czterogwiazdkowym Wellness hotel Patince.